# Gerrit Wegkamp
Gerrit Wegkamp (* 13. April 1993 in Ochtrup) ist ein deutscher Fußballspieler.

## Karriere

### Vereine
Wegkamp begann mit dem Fußballspielen schon als Dreijähriger beim SV Suddendorf-Samern, einem Mehrspartenverein aus dem Landkreis Grafschaft Bentheim. Über den SV Bad Bentheim gelangte er im Frühjahr 2010 in die Jugendabteilung des VfL Osnabrück, in der er zunächst in der U-17-Bundesliga eingesetzt wurde. In der Saison 2010/11 spielte er in der A-Junioren-Bundesliga, in der er am Saisonende mit 20 Toren Torschützenkönig der Staffel Nord/Nordost wurde. Zur Saison 2011/12 rückte Wegkamp in die Profimannschaft auf.
Noch als U19-Spieler wurde er im Sommer 2011 in den Kader der Profimannschaft hochgezogen, die in die 3. Liga abgestiegen war. Dort debütierte er daraufhin im Profibereich und bestritt als fester Teil der Mannschaft alle 21 Ligaspiele bis zur Winterpause, ehe er verletzungsbedingt für den Rest der Saison ausfiel.
Zur Saison 2012/13 wechselte Wegkamp zum Bundesliga-Aufsteiger Fortuna Düsseldorf, bei dem er einen bis zum 30. Juni 2015 gültigen Vertrag unterschrieb. In seiner ersten Spielzeit dort kam er in drei Bundesligaspielen zum Einsatz und spielte hauptsächlich in der zweiten Mannschaft des Vereins in der Regionalliga West. Nach dem Abstieg der Fortuna in die 2. Bundesliga kam er zu Beginn der Saison 2013/14 zudem in drei Zweitligaspielen zum Einsatz. Ende Januar 2014 wurde er bis zum Saisonende an den Drittligisten MSV Duisburg ausgeliehen, für den er bis zum Saisonende 15 Ligaspiele bestritt und den Niederrheinpokal gewinnen konnte.
Im Sommer 2014 verpflichtete ihn der FC Bayern München für dessen zweite Mannschaft. Mit 15 Toren sowie acht Torvorlagen in 34 Einsätzen in der viertklassigen Regionalliga Bayern avancierte er zum besten Torschützen seiner Mannschaft.
Kurz vor Ende der Transferperiode verpflichtete ihn im August 2015 der Drittligist VfR Aalen als Verstärkung im Sturm. Dort entwickelte er sich zum Stammspieler.  Nach drei Toren in seiner Premierensaison konnte er sich in seiner zweiten Saison 2016/17 steigern und wurde mit elf Toren und fünf Torvorlagen in 37 Spielen der zweitbeste Torschütze der Mannschaft hinter seinem Sturmpartner Matthias Morys. An diese Leistungen konnte er jedoch in der anschließenden Saison 2017/18 nicht mehr anknüpfen, in der ihm nur noch zwei Treffer gelangen. Nach den ersten fünf Spieltagen der neuen Saison 2018/19 verließ er die Aalener Ende August 2018 und schloss sich dem Ligakonkurrenten Sportfreunde Lotte an. Dort wurde er ebenfalls Stammspieler, konnte jedoch ebenfalls nur noch zwei Tore erzielen und stieg am Ende der Saison mit den Sportfreunden aus der 3. Liga ab. Zur Saison 2019/20 verblieb er jedoch in der Spielklasse und schloss sich dem FSV Zwickau an, der ihn mit einem bis zum 30. Juni 2021 gültigen Vertrag ausstattete. Nachdem er dort in seiner ersten Saison noch regelmäßig zum Einsatz gekommen war, bestritt er in der Vorrunde der zweiten Saison 2020/21 nur noch sechs Spiele, woraufhin Wegkamp den Verein in der Winterpause verließ.
Stattdessen schloss er sich auf Januar 2021 dem Regionalligisten Preußen Münster an. Dort konnte er sich als Stammspieler etablieren. 2021 gewann er mit dem Verein den Westfalenpokal. In der Saison 2022/23 trug er als bester Torschütze seiner Mannschaft mit 22 Toren in 33 Ligaspielen zum Aufstieg der Mannschaft in die 3. Liga bei. Dort verlor er im Laufe der folgenden Saison 2023/24 jedoch seinen Stammplatz und bestritt die meisten Spiele nur noch als Einwechselspieler. Bis zum Saisonende gelang dem Verein als Tabellen-Zweiter der direkte Durchmarsch in die 2. Bundesliga, Wegkamp verließ den Verein anschließend jedoch im Sommer 2024.
Stattdessen schloss sich Wegkamp zur neuen Spielzeit 2024/25 erneut dem MSV Duisburg an, für den er bereits zehn Jahre zuvor aktiv gewesen war und der mittlerweile als Drittliga-Absteiger in der Regionalliga West antrat. Mit der Mannschaft erreichte er bis zum Saisonende den Wiederaufstieg in die Dritte Liga, konnte sich dabei jedoch nicht als Stammkraft durchsetzen. Nach einem Jahr wechselte er daraufhin im Sommer 2025 auf Leihbasis zur zweiten Mannschaft des FC Schalke 04 und blieb damit in der Regionalliga West aktiv.

### Nationalmannschaft
Nachdem Wegkamp sich in der Saison 2010/11 zunächst über eine Einladung zum Lehrgang mit der U18-Nationalmannschaft freuen durfte, debütierte er ein Jahr später eine Halbzeit lang in der U19, die am 23. August 2011 in Tallinn die Auswahl Estlands mit 3:0 besiegte. Sein erstes Länderspieltor erzielte er am 11. November 2011 in Pirmasens gegen die Auswahl Ägyptens mit dem Treffer zum 2:1-Endstand in der 89. Minute.

## Erfolge
VfL Osnabrück
- Torschützenkönig der A-Junioren-Bundesliga Nord/Nordost 2011

Preußen Münster
- Westfalenpokal-Sieger: 2021
- Meister der Regionalliga West und Aufstieg in die 3. Liga: 2023
- Aufstieg in die 2. Bundesliga: 2024

MSV Duisburg 
- Niederrheinpokal-Sieger: 2014
- Meister der Regionalliga West und Aufstieg in die 3. Liga: 2025